# Michel Callon
Pour les articles homonymes, voir Callon.
Michel Callon, né le 6 juillet 1945 à Lyon et mort le 28 juillet 2025 à Antony, est un sociologue et ingénieur français. Depuis 1967, il enseigne à Mines ParisTech et est chercheur au Centre de sociologie de l'innovation (CSI), institution qu'il a dirigée entre 1982 et 1994. Ses recherches portent principalement sur l'analyse des interactions entre sciences, techniques et société, faisant de lui un acteur clé dans le domaine de la théorie de l'acteur-réseau.

## Travaux
Michel Callon est un sociologue français, reconnu pour ses travaux dans la sociologie des sciences et des techniques. Ses contributions majeures concernent la Théorie de l'acteur-réseau (TAR), qu'il a développée avec Bruno Latour et John Law. Ses recherches se concentrent sur l'interaction entre les humains et les non-humains, et sur les processus de construction des connaissances scientifiques et techniques.

### La sociologie de la traduction

#### Concept de traduction
Le terme de « traduction » est central dans l'œuvre de Michel Callon. Emprunté à la philosophie de Michel Serres, le concept est utilisé pour décrire le processus par lequel différents acteurs (humains et non-humains) s'entendent ou modifient leurs objectifs pour collaborer à un projet commun. Ce processus de négociation et d'ajustement réciproque est crucial dans la mise en place de systèmes techniques complexes, comme le montrent les études de Callon.

#### Exemple: la domestication des coquilles Saint-Jacques
Un exemple particulièrement célèbre de la sociologie de la traduction est l'étude de Michel Callon sur la gestion des stocks de coquilles Saint-Jacques dans la Baie de Saint-Brieuc. Dans son article « Éléments pour une sociologie de la traduction » (1986), Callon montre comment des scientifiques, des pêcheurs et les coquilles elles-mêmes (agissant en tant que « non-humains ») interagissent pour résoudre un problème écologique et économique.
Les scientifiques tentent de développer des méthodes pour préserver les coquilles Saint-Jacques menacées d'extinction, tout en prenant en compte les besoins des pêcheurs, qui dépendent économiquement de cette ressource. Le processus de traduction se déroule ici à travers plusieurs étapes : les scientifiques modifient leurs propositions en fonction des retours des pêcheurs, tandis que les coquilles, à travers leurs comportements biologiques, influencent les décisions prises. Cet exemple illustre comment les êtres humains et les objets non-humains sont traités de manière symétrique dans la théorie de l'acteur-réseau.

##### Symétrie entre humains et non-humains
Un élément important de la sociologie de la traduction est l'idée de symétrie entre les humains et les « non-humains » (actants). Dans la théorie de Callon, les non-humains, comme les coquilles Saint-Jacques ou les technologies, ne sont pas simplement des objets passifs, mais des acteurs à part entière dans les processus sociaux. Cela remet en question la séparation traditionnelle entre le monde social et le monde technique, en les envisageant comme interdépendants.

### Les forums hybrides
Les recherches récentes de Callon ont porté notamment sur les « forums hybrides » (Agir dans un monde incertain, 2001), des espaces où interagissent des acteurs aux compétences et aux intérêts variés — scientifiques, experts, décideurs politiques, citoyens ordinaires — pour discuter de sujets sensibles et complexes, comme la gestion des risques liés aux déchets nucléaires, ou encore la crise du SIDA.

#### Exemple: la gestion des déchets nucléaires
Dans l’ouvrage Agir dans un monde incertain (2001), co-écrit avec Pierre Lascoumes et Yannick Barthe, Callon et ses collègues explorent comment les forums hybrides permettent d'intégrer le savoir des citoyens dans des débats habituellement dominés par les experts. Un exemple notable est celui de la gestion des déchets nucléaires : face aux décisions techniques imposées par les gouvernements, les habitants locaux ont pu, dans certaines circonstances, influer sur les politiques mises en place en mettant en avant leurs connaissances des risques et des impacts sur leur quotidien.

#### Exemple: le rôle des mouvements de malades
Un autre exemple concret de la mise en œuvre des forums hybrides est l'implication des patients dans la recherche et les politiques de santé, notamment dans la lutte contre le VIH/SIDA. Callon, en collaboration avec Vololona Rabeharisoa, a étudié comment les mouvements de malades sont parvenus à influencer la recherche scientifique et les politiques de santé en partageant leurs expériences vécues avec les chercheurs et les autorités sanitaires. Ce processus de co-construction des savoirs entre malades et chercheurs démontre l'importance des forums hybrides dans la gestion des controverses technico-scientifiques.

### Performativité et économie
Michel Callon a également profondément marqué le champ de la sociologie économique par son concept de « performativité des théories économiques ». L'idée sous-jacente est que les théories économiques ne se contentent pas de décrire le monde, mais contribuent activement à le transformer. En d'autres termes, les théories peuvent devenir des outils pratiques qui façonnent les comportements et les institutions.
Par exemple, dans le domaine de la finance, Callon a montré que les modèles économiques utilisés pour concevoir les marchés financiers influencent directement la manière dont ces marchés fonctionnent. Les dispositifs techniques, comme les algorithmes de trading, sont ainsi modelés par des théories économiques, et en retour, ils modifient le comportement des acteurs économiques.
Dans la lignée de la théorie de l'acteur-réseau, cette influence est étudiée sous l'angle des dispositifs techniques dont l'élaboration est renseignée par les économistes pris au sens large : universitaires, designeurs de marchés, comptables, etc. Cette problématique prend place dans trois ouvrages collectifs : deux dirigés par Callon lui-même (The Laws of the Markets (1998), Market Devices (2007)), un par MacKenzie, Muniesa et Siu (Do Economists Make Markets? (2007)).

#### Critiques et limites de la performativité
La théorie de la performativité n’a pas échappé à la critique. Des chercheurs comme Uskali Mäki et Nicolas Brisset ont souligné les limites de cette approche. Mäki, par exemple, a critiqué l'idée que toutes les théories économiques puissent être performatives, arguant que certaines théories sont simplement descriptives. Nicolas Brisset, quant à lui, propose une vision plus nuancée de la performativité, affirmant que l'effet performatif des théories est souvent limité et dépend du contexte dans lequel elles sont appliquées,.

### Associations et récompenses
En 1998-1999, Michel Callon a présidé la « 4S » (Society for Social Studies of Science), une organisation internationale qui joue un rôle clé dans le développement des études sociales des sciences et des techniques. À ce titre, il a contribué à renforcer les liens entre chercheurs de différentes disciplines et a favorisé les échanges sur les questions liées à l'impact social des sciences.
Il est également membre du comité d'orientation de la revue pluridisciplinaire Cosmopolitiques, qui traite des enjeux liés aux savoirs scientifiques et techniques dans le cadre des transformations sociales et politiques.
En 2002, il a reçu le John Desmond Bernal Prize de la « 4S », un prix qui souligne son apport à la recherche sur l'aspect social des sciences et des technologies. En 2007, il obtient la médaille d'argent du CNRS qui « distingue un chercheur pour l'originalité, la qualité et l'importance de ses travaux, reconnus sur le plan national et international. »

## Publications
- L'opération de traduction symbolique. Incidence des rapports sociaux sur le développement scientifique et technique, MSH, 1975.
- « Éléments pour une sociologie de la traduction. La domestication des coquilles Saint-Jacques dans la Baie de Saint-Brieuc », dans  L'Année sociologique, no 36, 1986.
- (en) avec John Law et Arie Rip (éd.), Mapping the Dynamics of Science and Technology, MacMillan, 1986.
- (dir.) La Science et ses réseaux. Genèse et circulation des faits scientifiques, Paris, La Découverte ; Unesco ; Strasbourg, Conseil de l'Europe, « Textes à l'appui. Anthropologie des sciences et des techniques », 1989  (ISBN 2-7071-1808-7) (textes de Michel Callon, John Law, Andrew Pickering, Peter Groenvegen et Arie Rip) [présentation en ligne]
- avec Bruno Latour (dir.), La Science telle qu'elle se fait. Anthologie de la sociologie des sciences de langue anglaise, Paris, La Découverte, « Textes à l'appui. Anthropologie des sciences et des techniques », 1991  (ISBN 2-7071-1998-9)
- avec Jean-Pierre Courtial et Hervé Penan, La Scientométrie, Paris, Presses universitaires de France, coll. « Que sais-je ? », 1993  (ISBN 2-13-045249-3)
- avec Philippe Larédo et Philippe Mustar, La Gestion stratégique de la recherche et de la technologie. L'évaluation des programmes, Paris, Economica, « Innovation », 1995  (ISBN 2-7178-2853-2)
- (en) Laws of the Markets, Londres, Wiley-Blackwell, 1998  (ISBN 978-0-6312-0608-8)
- Réseau et coordination, Economica, 1999.
- avec Vololona Rabeharisoa, Le Pouvoir des malades. L'association française contre les myopathies et la recherche, Paris, Presses de l'École des mines, « Sciences économiques et sociales », 1999  (ISBN 2-911762-17-7)
- avec Pierre Lascoumes et Yannick Barthe, Agir dans un monde incertain. Essai sur la démocratie technique, Paris, Éditions du Seuil, « La couleur des idées », 2001  (ISBN 2-02-040432-X)
- avec Madeleine Akrich et Bruno Latour (éd.), Sociologie de la traduction : textes fondateurs, Paris, Presses des Mines, Sciences sociales, 2006  (ISBN 2-911762-75-4) Textes rassemblés par le Centre de sociologie de l'innovation, laboratoire de sociologie de l'École des mines.
- (en) avec Yuval Millo et Fabian Muniesa (éd.), Market devices, Oxford, Blackwell publications, « Sociological review monographs », 2007  (ISBN 978-1-4051-7028-4)
- Sociologie des agencements marchands, Presses des Mines, 2013  (ISBN 978-2-35671-052-9)
- Michel Callon, L'emprise des marchés : comprendre leur fonctionnement pour pouvoir les changer, Paris, La Découverte, coll. « Sciences humaines », 2017, 501 p. (ISBN 978-2-7071-8538-9)